# Jewgienij Zielenow
Jewgienij Zielenow (ur. 5 lipca 1969 roku we Władywostoku) – rosyjski kierowca wyścigowy.

## Kariera
Zielenow rozpoczął karierę w wyścigach samochodowych w 2003 roku od startów w Russian Touring Car Championship. Z dorobkiem ośmiu punktów uplasował się tam na piętnastej pozycji w klasyfikacji generalnej. W późniejszych latach Rosjanin startował także w Dutch Winter Endurance Series oraz World Touring Car Championship.
W World Touring Car Championship Rosjanin wystartował podczas holenderskiej rundy sezonu 2007 z rosyjską ekipą Russian Bears Motorsport. W pierwszym wyścigu uplasował się na 21 pozycji, a w drugim był 24.